# Сворнеґаце
Сворнеґаце (пол. Swornegacie) — село в Польщі, у гміні Хойниці Хойницького повіту Поморського воєводства.
Населення — 1080 осіб (2011).
У 1975-1998 роках село належало до Бидгощського воєводства.

## Демографія
Демографічна структура станом на 31 березня 2011 року:
|          | Загалом | Допрацездатний вік | Працездатний вік | Постпрацездатний вік |
| -------- | ------- | ------------------ | ---------------- | -------------------- |
| Чоловіки | 554     | 138                | 346              | 70                   |
| Жінки    | 526     | 109                | 292              | 125                  |
| Разом    | 1080    | 247                | 638              | 195                  |